# Intento de asesinato de Fernando el Católico

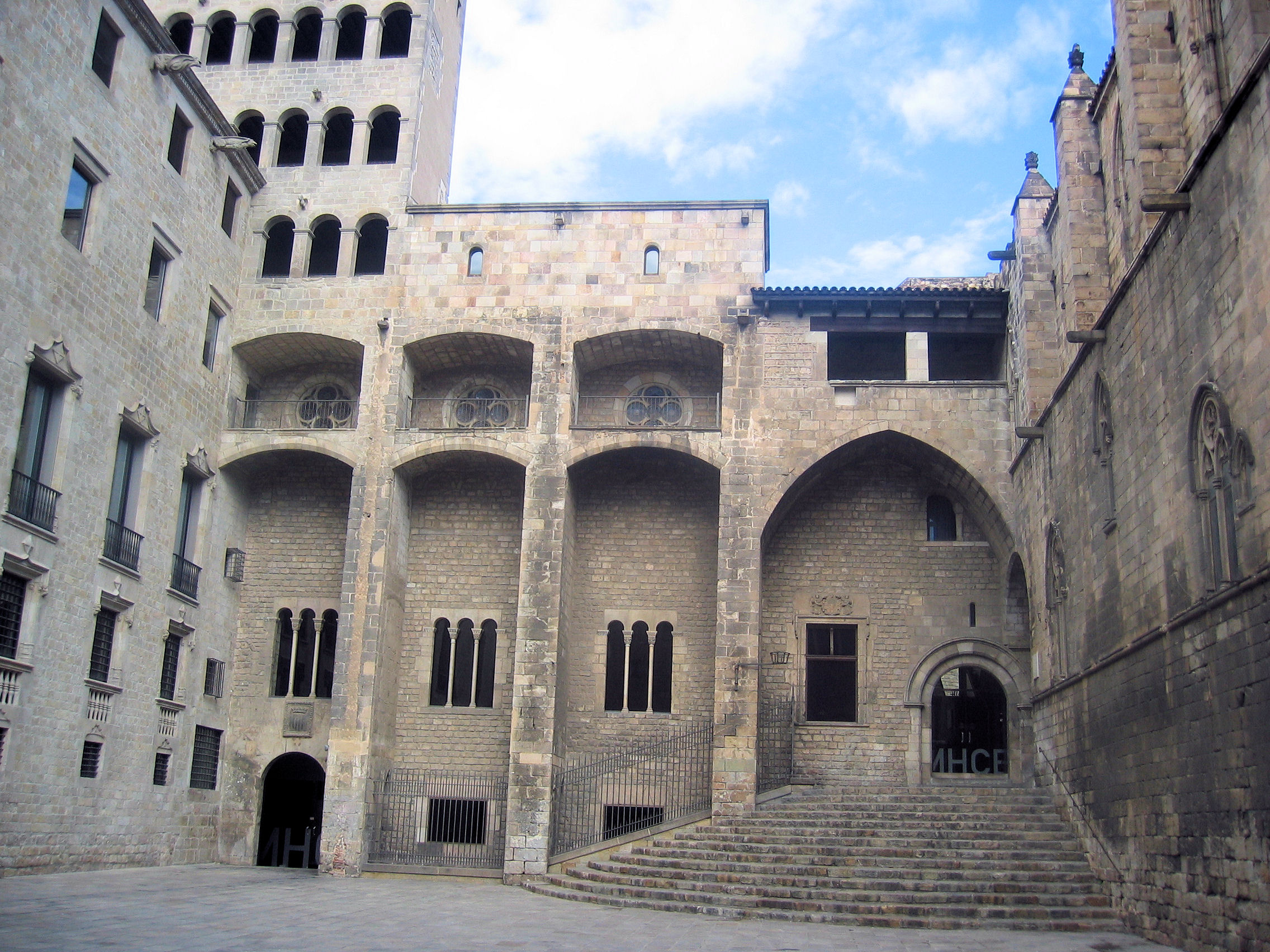
Plaza del Rey de Barcelona en cuyas escalinatas tuvo lugar el intento de asesinato del rey Fernando II de Aragón.

El intento de asesinato del rey Fernando el Católico tuvo lugar en Barcelona, Principado de Cataluña, el 7 de diciembre de 1492. El autor del atentado fue un campesino remensa que actuó por su cuenta. Días después fue ejecutado en Barcelona por desmembración y el resto de su cuerpo quemado en la hoguera. Según Jaume Vicens Vives, esta «tentativa de asesinato cometida en diciembre de 1492 por el payés Joan de Canyamás en la escalinata del palacio real de Barcelona» constituye «quizá la última nota» del «ciclo sangriento» secuela de la segunda guerra remensa finalizada en 1485, y a la que siguió la aprobación por el rey Fernando de la Sentencia Arbitral de Guadalupe de 1486 que puso fin al conflicto remensa.

## El intento de asesinato

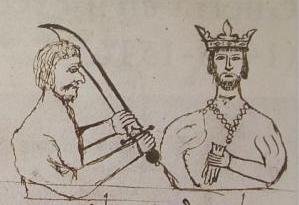
Representación del atentado en el Dietari de l'Antich Consell Barceloní, vol. III.

Después de muchos años de ausencia del Principado de Cataluña, el rey Fernando II de Aragón, acompañado de su esposa la reina Isabel de Castilla, había entrado en Barcelona el 22 de octubre de 1492. Mes y medio después, el 7 de diciembre, fue objeto de un intento de asesinato por parte de un payés del Vallés, a quien un testigo presencial calificó de «loco imaginativo y malicioso» y que no figuraba en la lista de los condenados por la Sentencia arbitral de Guadalupe. En el momento del intento de asesinato el rey salía del palacio Real donde acababa de mantener una reunión con los síndicos campesinos encargados de la aplicación de la sentencia arbitral de Guadalupe. Según Vicens Vives, probablemente «Juan de Canyamás aprovechó tal oportunidad para mezclarse con los síndicos y llegar a las inmediaciones del rey y asestarle su rudo golpe, lo que explicaría la facilidad que tuvo para descargar la cuchillada». Al parecer llevaba la espada corta escondida bajo la capa y según las crónicas de la época solo faltó un «hilo de araña» para que le cortara la cabeza al rey ―le hizo una herida que iba desde la oreja hasta la espalda―. Unos mozos le agarraron el brazo al asesino para que no lo intentara de nuevo y lo apuñalaron tres veces, hasta que el rey reaccionó y les dijo que no lo mataran. El rey herido y medio desmayado fue conducido al Palacio mientras se llamaba a «tots los físichs e chirugians d’esta ciutat per medicinar-li la naffra» (‘todos los médicos y cirujanos de la ciudad para curarle la herida’). Se llegó a temer por su vida pero el rey logró recuperarse.
En un principio se pensó que el atentado formaba parte de un complot y así lo creyeron la reina Isabel y los nobles castellanos del séquito real. Entendían que «la traición era de la ciudad hecha pensada y que toda la ciudad era contra ellos», según relata el cronista castellano Andrés Bernáldez. Según este mismo cronista, cuando el asesino fue interrogado en la cárcel a donde fue conducido «confesó que havia envidiado al Rey por sus buenas venturas; y confesó que el diablo le decía cada día a las orejas: ‘Mata a este rey, y tu serás rey, que este tiene lo tuyo por fuerza'». Tras esta declaración se concluyó que había actuado solo y ni el rey ni nadie atribuyeron el atentado a los remensas. El 12 de diciembre fue sacado de la prisión y conducido por toda la ciudad desnudo ligado a un palo siendo mutilado brutalmente durante el recorrido y finalmente fue apedreado y lo que quedaba de su cuerpo quemado en la hoguera. Así lo contó el cronista Bernáldez:

Primeramente le cortaron la mano con que dio al Rey, y luego con tenazas de hierro ardiendo le sacaron una teta, y después le sacaron un ojo, y después le cortaron la otra mano, y luego le sacaron el otro ojo, y luego la otra teta, y luego las narices, y todo el cuerpo le abocadaron los herreros con tenazas, y fuéronle cortando los piés, y después que todos los miembros le fueron cortados, sacáronle el corazón por las espaldas.